# Pier Vellinga
Pier Vellinga (Amsterdam, 17 april 1950) is een Nederlandse wetenschapper en emeritus hoogleraar met nationale en internationale bekendheid als deskundige op het gebied van klimaatverandering.

## Leven en werk
Vellinga studeerde in 1975 af als civiel ingenieur aan de Technische Universiteit Delft en promoveerde in 1984 aan dezelfde universiteit. Van 1988 tot 1991 was hij Directeur Luchtkwaliteit en Directeur Nationale Klimaatprogramma op het Ministerie van VROM. In 1991 werd Vellinga benoemd tot hoogleraar met de leeropdracht Klimaatverandering en maatschappelijke implicaties bij het Instituut voor Milieuvraagstukken aan de Vrije Universiteit Amsterdam. Daarnaast bekleedt Vellinga de leerstoel Aardsysteemkunde aan de Wageningen University  in Wageningen.
In 2003 was Vellinga de spreker van de Erasmus Liga Lezing. Zijn betoog over de waterveiligheid van Nederland werd aanleiding tot een nationaal debat over de kwetsbaarheid van Nederland met betrekking tot wateroverlast. In 2008 was Vellinga adviseur van het tweede Delta Comité inzake de zeespiegelstijging en de consequenties van dit feit voor de verdediging van de kust en de dijken van de grote rivieren.
Vellinga nam op 10 december 2015 afscheid als hoogleraar klimaatverandering aan de Universiteit Wageningen.